# Örvös holló
Az örvös holló (Corvus albicollis) a madarak (Aves) osztályába, a verébalakúak (Passeriformes) rendjébe és a varjúfélék (Corvidae) családjába tartozó faj.

## Rendszerezése
A fajt John Latham angol ornitológus írta le 1790-ben.

## Előfordulása
Kelet- és Dél-Afrika területén honos. Természetes élőhelyei a mérsékelt övi füves puszták, szubtrópusi és trópusi hegyi esőerdők, mérsékelt övi, szubtrópusi és trópusi cserjések, sziklás környezetben, tavak környékén, de vidéki kertekben és városi régiókban is megtalálható. Állandó, nem vonuló faj.

## Megjelenése
Kicsit kisebb elterjedt rokonához, a hollóhoz képest (Corvus corax), 56 centiméter, testtömege 762-1157 gramm.  Külső megjelenésében nagyon hasonlít legközelebbi rokonához, a vastagcsőrű hollóhoz (Corvus crassirostris). Farktollai rövidebbek, mélyen ülő, erősen ívelt csőre végén fehér folt látható. Noha majdnem teljes egészében fekete színű, torkát és mellkasát lilás árnyalatú, sötétbarna tollak borítják. Nyakának hátsó felén jellegzetes, fehér színű „örv” húzódik.
|  |

## Életmódja
Mindenevő. A fő táplálékát jelentő gyümölcsöket, magvakat, földimogyorót többnyire a földről szedegeti, de nem veti meg a fák nyújtotta élelmet sem. Elfogja a rovarokat, apróbb hüllőket is. Többször megfigyelték, amint teknősöket kap fel a talajról, majd a magasból leejti őket egy sziklára. Ha a szerencsétlen páncélos védelme elsőre nem törik fel, a holló addig kapja föl és ejti le áldozatát, míg húsához hozzá nem jut. Szintén kihasználja az ember nyújtotta lehetőségeket: előszeretettel fogyasztja a járművek által elütött állatok tetemeit és megdézsmálja a kertek növényeit is.

## Szaporodása
3–5 tojását főleg sziklaszirtekre, alkalomadtán magas fákra épített fészkeiben költi. Hangja hasonlít a közönséges hollóéhoz, annál kicsit erősebb, de kevésbé éles.

## Természetvédelmi helyzete
Az elterjedési területe rendkívül nagy, egyedszáma ugyan csökken, de még nem éri el a kritikus szintet. A Természetvédelmi Világszövetség Vörös listáján nem fenyegetett fajként szerepel.

## Média

### Képek
- Jellegzetes örvös holló
- Örvös holló portré I. Archiválva 2007. március 11-i dátummal a Wayback Machine-ben
- Örvös holló portré II.
- Örvös röpkép

### Videók
- Örvös holló egy kerítés tetején Uganda
- Közeli portré Uganda
- Örvös holló vs. egy szelet kenyér Lesotho